# Super GT 2008
Super GT 2008 kördes över nio omgångar.

## Delsegrare
| Bana      | Vinnare                           | Märke  |
| --------- | --------------------------------- | ------ |
| Suzuka    | Benoît Tréluyer Satoshi Motoyama  | Nissan |
| Okayama   | Benoît Tréluyer Satoshi Motoyama  | Nissan |
| Fuji      | Richard Lyons Yuji Tachikawa      | Lexus  |
| Sepang    | João Paulo de Oliveira Seiji Ara  | Nissan |
| Sugo      | Takashi Kogure Ryo Michigami      | Honda  |
| Suzuka    | Tsugio Matsuda Sébastien Philippe | Nissan |
| Motegi    | Ronnie Quintarelli Naoki Yokomizo | Nissan |
| Autopolis | Benoît Tréluyer Satoshi Motoyama  | Nissan |
| Fuji      | Tsugio Matsuda Sébastien Philippe | Nissan |

## Slutställning
| Plats | Förare                            | Märke  | Poäng |
| ----- | --------------------------------- | ------ | ----- |
| 1     | Benoît Tréluyer Satoshi Motoyama  | Nissan | 76    |
| 2     | Richard Lyons Yuji Tachikawa      | Lexus  | 72    |
| 3     | André Lotterer Juichi Wakisaka    | Lexus  | 63    |
| 4     | Tsugio Matsuda Sébastien Philippe | Nissan | 61    |
| 5     | Takashi Kogure Ryo Michigami      | Honda  | 60    |
| 6     | Michael Krumm Masataka Yanagida   | Nissan | 57    |
| 7     | Ralph Firman Takuya Izawa         | Honda  | 49    |
| 8     | Peter Dumbreck Tatsuya Kataoka    | Lexus  | 45    |
| 9     | Katsuyuki Hiranaka Loïc Duval     | Honda  | 43    |
| 10    | Yuji Ide Shinya Hosokawa          | Honda  | 41    |